# Knack II
Knack II è un videogioco d'azione pubblicato nel 2017 per PlayStation 4. È il sequel di Knack, nonché secondo capitolo della serie videoludica omonima.

## Trama
Nonostante la sconfitta dei Goblin  nel primo capitolo, il risveglio di alcuni dei loro robot porta Knack e i suoi amici ad affrontare nuovamente un'invasione. Nonostante un primo vantaggio il protagonista è costretto poi ad affrontare un pericolo più grande.

## Modalità di gioco
Durante la storia, Knack è in grado di fondersi con vari elementi naturali come il ghiaccio o il metallo.

## Accoglienza
| Testata                          | Giudizio |
| -------------------------------- | -------- |
| Metacritic (media al 02-02-2023) | 69/100   |
| Destructoid                      | 5.5/10   |
| Electronic Gaming Monthly        | 8/10     |
| Game Informer                    | 8.5/10   |
| GameSpot                         | 7/10     |
| GamesRadar+                      | 2.5/5    |
| IGN                              | 7.2/10   |
| Polygon                          | 7-5/10   |
| VideoGamer.com                   | 5/10     |

Durante la presentazione pre-uscita del gioco da parte di Sony, Knack II è stato elogiato per la sua direzione artistica, l'integrazione cooperativa e l'attenzione all'aspetto platform.
Secondo l'aggregatore di recensioni Metacritic, il gioco ha ricevuto recensioni "miste o nella media", venendo ampiamente considerato un miglioramento rispetto al suo predecessore.
In Giappone, Knack II non si è classificato nella classifiche di vendita Media Create Top 20 o Famitsū Top 30 al momento dell'uscita. Dengeki ha riferito che il titolo ha venduto 2106 unità classificandosi come il 35º titolo più venduto al suo debutto. Comparativamente, essendo incluso come gioco venduto in bundle con tutte le prime console PlayStation 4 vendute in Giappone, il gioco originale ha venduto 316 787 unità della prima settimana.
Chris Carter di Destructoid ha affermato che nel gioco sono presenti caratteristiche interessanti che sono state in qualche modo sorvolate, ad esempio il sistema di aumento di livello è interessante sulla carta, ma è per lo più superfluo per via degli script del gioco. La tendenza all'open world è stata definita come satura, anche se sarebbe stato meglio implementare tanti piccoli sandbox con una maggiore attenzione volta all'esplorazione. Il team di sviluppo avrebbe potuto giocare con l'idea di dare al personaggio di Knack delle emozioni in più viste le differenze di aspetto e dimensioni che assume nel corso del gioco, dandogli così una maggiore personalità e un motivo in più al giocatore di preoccuparsi del protagonista. In sostanza Knack II ha le ossa di un buon platform e un pizzico di fascino, ma semplicemente non funziona e non è chiaro cosa abbia tentato di realizzare la serie. Ray Carsillo di Electronic Gaming Monthly invece ha trovato che questo sequel era riuscito a risolvere molti dei problemi del suo predecessore, offrendo un divertente platform d'azione degno di dare alla serie una seconda possibilità. La storia è ancora un po' scarna, ma il gameplay da solo è sufficiente per spronare il giocatore ad arrivare ai titoli di coda. Andrew Reiner di Game Informer ha trovato i protagonisti poco interessanti mentre i cattivi finivano per rubargli la scena in una storia lunga e meravigliosamente animata. I capitoli introduttivi sono facilmente prevedibili, ma le vicende iniziano a diventare interessanti all'incirca a metà della campagna, dove diventa sorprendentemente cupa nei momenti finali. In sostanza Knack II si è rivelato un sequel che nessuno si sarebbe aspettato di vedere e che tutti dovrebbero prendere in considerazione di giocarsi, soprattutto se si è appassionati di Ratchet & Clank, Jak and Daxter e Crash Bandicoot.
Jason D'Aprile di GameSpot lo ha considerato un residuo del passato che riesce a sorprendere con combattimenti vari e il piacevole avanti e indietro tra grandi e piccoli Knack. Laddove il gioco originale sembrava un titolo di lancio pensato per mostrare la potenza di un nuovo sistema, Knack II è una versione meglio progettata di Knack come personaggio e del mondo meravigliosamente strano in cui abita. Nick Cowen di GamesRadar+ ha trovato il gioco sostanzialmente la medesima esperienza del primo capitolo ma con una nuova trama e alcune nuove funzionalità introdotte, il che non avrebbe convinto facilmente i potenziali giocatori a spenderci il loro denaro per acquistarlo. Cam Shea di IGN ha sostenuto che il gioco presenta alcune lacune, ma i suoi pregi superano i difetti. Il ritmo è perfetto, il combattimento soddisfacente e il gameplay vario. Anche la modalità cooperativa è divertente e sicuramente il modo migliore per i giocatori più giovani per entrare in azione. Knack II era sicuramente un passo in avanti rispetto all'originale, ma fino a quando la sceneggiatura e la caratterizzazione dei personaggi non miglioreranno drasticamente, non sarà un vero titano di prima scelta.
Colin Campbell di Polygon ha trovato Knack II un gioco platform divertente come i classici, facendo notare di essere stato sviluppato con la dovuta cura e attenzione e ricordando che il genere dei picchiaduro platform è ancora vivo e vegeto. Nonostante la sua bellezza, lo si poteva considerare più un'opera di ingegneria che un'opera d'arte, ma grazie alle fasi cooperative sa rivelarsi piuttosto divertente. Alice Bell di VideoGamer.com lo ha reputato un gioco per bambini che non è abbastanza divertente per il pubblico di riferimento e non ha battute un po' mature che le pantomime e i film Pixar lanciano come un cenno ai giocatori. Anche se non era chiaro quale sia il pubblico a cui è rivolto, Knack II non soffre esattamente gli stessi problemi di Knack, ma ha solo cambiato alcune cose ed è finita per lo più allo stesso modo, il che è emblematico per lo stesso Knack.